# بيقية بيثينية
البيقية البيثينية (باللاتينية: Vicia bithynica) نوع نباتي علفي يتبع جنس البيقية من الفصيلة البقولية المعروفة بقدرتها على تثبيت النيتروجين الجوي من خلال بكتيريا المستجذرة. سميت نسبة إلى منطقة بيثينيا التاريخية في غرب الأناضول.

## الموئل والانتشار
تنتشر في بلاد الشام والمغرب العربي وقبرص وتركيا والقوقاز ومعظم مناطق حوض البحر الأبيض المتوسط.

## مرادفات للاسم العلمي
- (باللاتينية: Lathyrus bithynicus L.)
- (باللاتينية: Ervum bithynicum (L.) Stank.)
- (باللاتينية: Lathyrus bithynicus L.)